# Assioma di separazione
Uno spazio topologico è un oggetto matematico molto generico, che può modellizzare tutti gli oggetti contenuti nello spazio euclideo, gli spazi metrici, e la maggior parte degli spazi di funzioni. Molti teoremi sugli spazi topologici necessitano di alcune ipotesi minime, che sono soddisfatte negli spazi metrici o euclidei. Queste ipotesi sono gli assiomi di separazione: questi chiedono generalmente che la topologia sia sufficientemente ricca da distinguere punti ed eventualmente chiusi disgiunti.

## Assiomi
I principali assiomi di separazione sono indicati con la lettera "T" seguita da un numero progressivo. La lettera "T" viene dal tedesco "Trennung", che vuol dire proprio separazione. 
Sia X uno spazio topologico. La lista di assiomi è la seguente.
- X è T0 se per ogni coppia di punti distinti x e y di X esiste un aperto U che contiene x e non contiene y, o viceversa (in altre parole, la topologia distingue i punti).
- X è T1 se per ogni coppia di punti x e y di X esistono due aperti U e V tali che U contiene x e non y, mentre V contiene y e non x (equivalentemente: i punti sono chiusi).
- X è T2 o di Hausdorff se per ogni coppia di punti x e y di X esistono due aperti U e V disgiunti che li contengono, rispettivamente.
- X è regolare se per ogni punto x e chiuso F disgiunti esistono due aperti U e V disgiunti che li contengono, rispettivamente.
- X è T3 se è T1 e regolare (implica T2).
- X è completamente regolare se per ogni punto x e chiuso F disgiunti esiste una funzione continua a valori reali che vale 0 su F e 1 su x (implica la regolarità).
- X è T3½ se è T0 e completamente regolare (implica T3).
- X è normale se per ogni coppia di chiusi disgiunti F e G esistono due aperti disgiunti U e V che li contengono rispettivamente (implica la completa regolarità[1]).
- X è T4 se è T1 e normale (implica T3½[2]).

L'ipotesi che lo spazio sia T0 nella definizione di T3½ e T1 in quella di T3 e T4 fa sì che ciascuno di questi assiomi sia un raffinamento dei precedenti.

## Esempi
- Ogni spazio metrico è di Hausdorff e regolare, quindi T3.
- Uno spazio topologico con la topologia banale è T0 solo se consta di un punto solo.
- La retta avente come aperti tutte le semirette x>d al variare di d fra i numeri reali è T0 ma non T1.
- La topologia cofinita su un insieme infinito di punti è T1 ma non T2.
- La topologia di Zariski, di fondamentale importanza in geometria algebrica, generalmente non è T2.